# Cestistica Azzurra Orvieto 2013-2014
Questa voce raccoglie le informazioni riguardanti la Cestistica Azzurra Orvieto nelle competizioni ufficiali della stagione 2013-2014.

## Stagione
La stagione 2013-2014 della Ceprini Costruzioni Orvieto è la seconda consecutiva che disputa in Serie A1 femminile.
La squadra si è classificata ottava in campionato e ha perso ai quarti di finale dei play-off per 0-2 dalla Pallacanestro Femminile Schio.

## Verdetti stagionali
Competizioni nazionali
- Serie A1:

stagione regolare: 8º posto su 11 squadre (5-15);

## Rosa
|    | Naz.                   | Ruolo | Sportivo              | Anno | Alt. |  |       |
| -- | ---------------------- | ----- | --------------------- | ---- | ---- |  | ----- |
| 5  | Italia (bandiera)      | G     | Elisa Buccianti       | 1986 | 174  |  | [ 2 ] |
| 5  | Italia (bandiera)      | A     | Francesca Mariani     | 1985 | 188  |  |       |
| 5  | Italia (bandiera)      | P     | Alice Matarazzi       | 1994 | 159  |  |       |
| 5  | Italia (bandiera)      | G     | Serena Seralessandri  | 1994 | 165  |  | [ 3 ] |
| 7  | Italia (bandiera)      | P     | Ada Puliti            | 1985 | 174  |  | [ 4 ] |
| 8  | Italia (bandiera)      | P     | Valentina Baldelli    | 1989 | 170  |  |       |
| 9  | Ucraina (bandiera)     | AC    | Ol'ha Mazničenko      | 1991 | 190  |  |       |
| 10 | Italia (bandiera)      | A     | Azzurra Savina Gaglio | 1989 | 183  |  |       |
| 11 | Stati Uniti (bandiera) | A     | Aishah Sutherland     | 1990 | 187  |  |       |
| 13 | Italia (bandiera)      | AC    | Giulia Ridolfi        | 1994 | 182  |  |       |
| 14 | Italia (bandiera)      | G     | Stella Panella        | 1993 | 177  |  |       |
| 16 | Italia (bandiera)      | G     | Maria Giulia Insogna  | 1997 | 161  |  |       |
| 17 | Italia (bandiera)      | A     | Emilia Bove           | 1988 | 185  |  |       |
| 18 | Italia (bandiera)      | G     | Irene Pieropan        | 1991 | 180  |  | [ 5 ] |
| 20 | Stati Uniti (bandiera) | G     | Darxia Morris         | 1989 | 172  |  |       |
| 22 | Italia (bandiera)      | G     | Federica Martella     | 1995 | 175  |  |       |